# ماري كولينجوود
ماري كولينجوود هي شخصية خيالية من سلسلة أفلام «البيت الأخير على اليسار». أنشأها الكاتب والمخرج ويس كرافن، وصوّرتها ساندرا بيبودي في الفيلم الأصلي لعام 1972 وسارة باكستون في الفيلم الجديد في عام 2009 الذي يحمل نفس الاسم. الظهور الأول في «البيت الأخير على اليسار» (1972)، جعل ماري بمثابة البطلة. قبل ظهور شخصيات نانسي طومسون وسيدني بريسكوت، اللذان كانا من أبرز أبطال مسلسل «كابوس» الشهير في «آس كرافن» في شارع إيلم (1984-87 ؛ 1994) و«صرخة» (1996-2011). وقد لاحظ بعض العلماء أن تجسيد الشخصية لعام 2009 يتبع نموذج «الفتاة الأخيرة»، وهو ما يتناقض مع تصويرها الأصلي. خارج الفيلم، ظهرت ماري في العمل التجاري على أساس الفيلم الأصلي.

## الفتاة الأخيرة
لُوحظ تجسيد الشخصية في فيلم البيت الأخير على اليسار عام 2009، والتي اتبعت نموذج الفتاة الأخيرة. في حين أن نسخة الفيلم البيت الأخير على اليسار عام 1972 أظهرت الشخصية على أنها أكثر من ضحية. وفي أفلام الاغتصاب والانتقام: دراسة نقدية، تُشير أليكساندرا هيلر-نيكولاس إلى أن نسخة 2009 من الشخصية تُظهر سمات مجازية، مُعلنةً: «ومع ذلك ، فإن التحول الأكثر وضوحًا نحو بنية رعب أكثر عمومية، مع ذلك، يتجلى في عناصر الفتاة الأخيرة من شخصية ماري الغائبة في الأصل. في عام 2009، لم تكن ماري مُهتمة بالمخدرات وكانت تُقاومها إلى أن تستسلم لها في نهاية الأمر. فهي تُحارب مرة أخرى باستمرار طوال هجومها؛ وتقوم بإغراء كروج عمدًا لمنزل والديها في طريقة منها للحصول على مُساعدة ويُلاحظ كروغ نفسه في مرحلة ما بأنها عميلة رائعة. ويحتفل الفيلم بتصميم ماري على البقاء على قيد الحياة، وحقيقةً أن تستطيع ماري العيش، فيما لم تعكس نسخة عام 1972 عن قصد الإدانة للإصدار السابق. كانت ماري في فيلم 2009 سبّاحة سريعة وتمكنت من الهرب، رغم أنها كانت مُتأثرة بإصابتها بالرصاص في كتفها فحسب. لكن ماري في فيلم 1972 لم تكن قادرة جسديًا على الفرار، وبالتالي كان عقابها الموت. لم تُقتل شخصية ماري، التي لعبتها سارا باكستون في فيلم البيت الأخير على اليسار، وهذا يُقدم إمكانية أن تكون هي نفسها قادرة على تنفيذ انتقامها الخاص، وهو عمل درامي كان من شأنه أن يُحرك الفيلم بشكل أكبر من كونه فيلمًا انتقاميًا تابع لسلسة أفلام الاغتصاب والانتقام حين يتصرف والداها لأجلها، حيث تسعى المرأة المُغتصبة إلى الانتقام بنفسها ولنفسها.
إن تصوير ماري بعد أن يتركها كروغ وعصابته، على افتراض أنها ميتة، هو علامة أسلوبية واضحة، حيث تتسلق خارجًا نحو الماء المُظلم ليلًا لتجد منزلًا على غرار طراز وحش البحيرة السوداء. ويستمر تصويرها كوحش أبله طوال الفترة المُتبقية من الفيلم. لا تُعتبر ماري من الناجيات من الاغتصاب بقدر ما كانت تمشى كالميتة، كانت وظيفتها الوحيدة هي تزويد والديها، وبالتحديد والدها، بدافع الانتقام العنيف. حتى في المشاهد التي يقوم فيها جون بإجراء جراحة طارئة على طاولة القهوة في غرفة معيشتهم، يظهر وجه ماري في الغالب في الكاميرا، فتبدو ردة فعلتها وصدمتها أقل من تأثيرها على جسدها المُصاب بصدمة نفسية على والدها.»

## في الفيلم
تخطط ماري إلى الذهاب إلى حفلة موسيقية لمشاهدة الفرقة المثيرة للجدل، بلودليست (سفك الدماء، بالأنجليزية "Bloodlust") مع صديقها فيليس ستون في عيد ميلادها السابع عشر على الرغم من تردد والدها الأول في السماح لها بالذهاب. تعرب والدة ماري عن رفضها لصداقتها مع فيليس ووالدها يتسائل عن سبب اهتمامها بفرقة معروفة في الغالب بالمشهورة. فيليس يصل وقبل أن تترك ماري والديها يعطياها قلادة علامة السلام لهدية عيد ميلادها. بينما في المدينة، يتم إغراءهم في شقة لشراء الماريجوانا. يتم احتجازهم، داخل الشقة من قِبل مجموعة من المدانين الهاربين من قبل كروغ، فريد، سادي، وجونيور. يتم اختطاف ماري وفيلس واقتيادهما إلى وسط الغابة. تدرك ماري في رعب أنها على الطريق بالقرب من منزلها ولكنها غير قادرة على الهروب إلى منزل والدها للمساعدة. بينما في الغابة، يتعرضن الفتيات للإذلال والاعتداء. يهرب فيليس في محاولة لإلهاء القتلة حتى تتمكن ماري من الفرار. ومع ذلك، تتم مراقبة ماري من قبل جونيور وهي تحاول كسب ثقته عن طريق تغيير اسمه «ويلو» ومن خلال منحه قلادة علامة السلام. هذا يعمل وتحاولة أن تهرب من كروغ، سادي وفريد. ثم بعد ذلك يُقتل فيليس، وبعد تعرضها للاعتداء، تجول مارى في حالة ميؤوس منها في بركة مجاورة تتوقع أنها سوف تُقتل. تم تصويرها عدة مرات من قبل كروغ، وتُترك حتى الموت. بعد أن وجدها والديها، تكشف ماري عن هويات معذبيها. ماري تظهر لاحقا في كوابيس جونيور.

## النسخة الجديدة

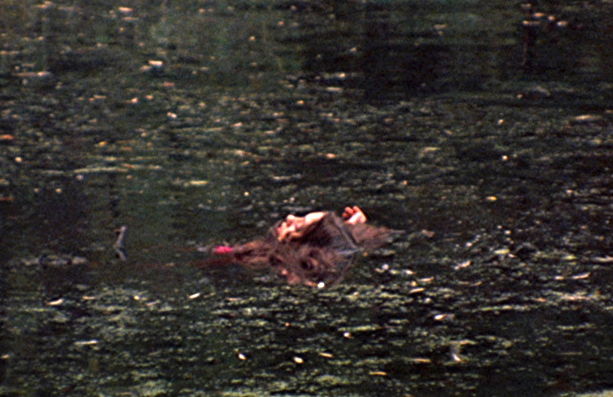
كشفت بيبودي أنها اضطرت لتصوير مشهد البحيرة لأخر بيت على اليسار مرات عديدة.

ماري هي سبّاحة تنافسية تذهب لقضاء إجازة مع والديها جون وإيما في منزلهما في البحيرة. تأخذ ماري سيارة العائلة وتذهب إلى المدينة لتتسكع مع صديقتها بايج. في حين أن بايج تنهي عملها كأمينة صندوق، فإنها تلتقي بمراهق يدعى جوستين، الذي يدعوهم إلى غرفته في الموتيل لتدخين الماريجوانا. بينما هناك، يعود أفراد عائلة جاستن: كروغ، والد جاستن. فرانسيس، عم جاستن. وصادي، صديقة كروغ. بسبب التغطية الإعلامية واسعة النطاق للهروب الأخير من كروغ من حجز الشرطة، قرر المجرمون خطفهم وسرقة سيارة ماري لمغادرة المدينة. تقنع ماري كروغ أن تسلك طريقًا في اتجاه منزل والديها. في محاولة الهروب، تحرق ماري وجه سادي مع ولاعة السجائر وتحاول القفز من السيارة، لكنها غير قادرة على تحطيم السيارة. في نهاية المطاف، تمكنت ماري من الهرب من المجرمين ووصولها إلى البحيرة حتى تتمكن من السباحة إلى بر الأمان. ومع ذلك، يطلق كروغ النار عليه في ظهره ويتركه ميتا. تمكنت ماري من الوصول إلى شرفة والديها وتسعى للانتقام. ثم أخذ كل من ماري وجون وإيما وجوستين قاربًا إلى المستشفى.

## في العمل التجاري
أصدرت "LAST HOUSE ON THE LEFT SHIRT" قميص، وهو عبارة عن قميص رعب مع ماري كونها البطلة والجزء الرئيسي في التصميم.

## التطور
فسر جايكوب نايت أن ويس كرافن خلق ماري بنيّة أن تكون مجازًا للسلام والبراءة خلال حقبة من التخوف، «إنه يريدنا أن نراها ككائن جنسي، وعلامة السلام يهديها لها أهلها قبل أن ترأسها في المدينة لم تكن هناك مباراة للغضب والفساد والمعتدين الذين قاموا بتمزيقها ملابس فيليس، وبهذه الطريق، قام كرافن بتشكيل ماري نص سفليلتكون شيئًا من الصورة الرمزية لكيف ينظر إلى» جيل الحب«؛ وكرأي عديمي الخبرة من البشر الذين أعتقدوا أن وضعهم الهيبي سيحميهم من ذئاب المجتمع.»